# Магер, Вольфганг
Вольфганг Магер (нем. Wolfgang Mager; род. 24 августа 1952, Каменц, Саксония) — немецкий гребец, выступавший за сборную ГДР по академической гребле в 1970-х годах. Двукратный олимпийский чемпион, четырёхкратный чемпион мира, победитель многих регат национального и международного значения.

## Биография
Вольфганг Магер родился 24 августа 1952 года в городе Каменц, ГДР. Проходил подготовку в Лейпциге в местном спортивном клубе DHfK.
Впервые заявил о себе в гребле в 1970 году, выиграв золотую медаль в распашных рулевых двойках на юниорском мировом первенстве в Греции.
Первого серьёзного успеха на взрослом международном уровне добился в сезоне 1972 года, когда вошёл в основной состав восточногерманской национальной сборной и благодаря череде удачных выступлений удостоился права защищать честь страны на летних Олимпийских играх 1972 года в Мюнхене. Вместе с напарником Зигфридом Брицке занял первое место в распашных двойках без рулевого и тем самым завоевал золотую олимпийскую медаль.
Был лучшим в безрульных двойках на чемпионате ГДР 1973 года, однако на чемпионате Европы в Москве попасть в число призёров не смог, показав в данной дисциплине лишь четвёртый результат.
В 1974 году в безрульных четвёрках одержал победу на чемпионате мира в Люцерне. Год спустя на аналогичных соревнованиях в Ноттингеме повторил это достижение в той же дисциплине.
Принимал участие в летних Олимпийских играх 1976 года в Монреале. На сей раз выступал в составе четырёхместного безрульного экипажа совместно с партнёрами Андреасом Деккером, Штефаном Земмлером и Зигфридом Брицке — вновь был лучшим и добавил в послужной список ещё одно олимпийское золото.
После монреальской Олимпиады Магер остался в основном составе восточногерманской национальной сборной и продолжил принимать участие в крупнейших международных регатах. Так, в 1977 году он победил в безрульных четвёрках на чемпионате мира в Амстердаме.
В 1978 году побывал на мировом первенстве в Карапиро, откуда привёз награду серебряного достоинства, выигранную в зачёте безрульных четвёрок — уступил в финале только экипажу из СССР.
На чемпионате мира 1979 года в Бледе вновь одержал победу в безрульных четвёрках, став таким образом четырёхкратным чемпионом мира по академической гребле.
Планировал принять участие и в Олимпийских играх 1980 года в Москве, однако незадолго до старта соревнований получил травму руки и был заменён Юргеном Тиле.
За выдающиеся спортивные достижения награждался орденом «За заслуги перед Отечеством» в серебре (1972), бронзе (1974) и золоте (1976).
Завершив спортивную карьеру, работал преподавателем в Офицерской школе ВВС ГДР в Каменце.